# Faerská vlajka

Faerská vlajka
Poměr stran: 8:11

Vlajka Faerských ostrovů, autonomní součásti Dánska, má obrácené barvy dánské vlajky, tedy červený skandinávský kříž na bílém listu. Kříž je ale modře lemovaný.
Vlajka má norské barvy, ale v jiném seskupení. To připomíná skutečnost, že ostrovy byly kdysi součástí Norska. Vlajka se nazývá Merkið, což může ve faerštině znamenat něco jako vlajka, prapor či značka. 
Podle představ tvůrců vlajky z roku 1919 bílá barva symbolizuje šum moře a čisté zářící faerské nebe, zatímco kříž složený ze starých faerských barev červené a modré připomíná vztahy ostrovů k ostatním severským národům Evropy.
Vlajka se užívá od roku 1931, oficiálně od roku 1948, kdy ostrovy získaly autonomii. V roce 1959 byla modrá barva zesvětlena. Vlajka se může vztyčovat vedle vlajky dánské i na území celého Dánska.